# Tudor Watkins, Baron Watkins

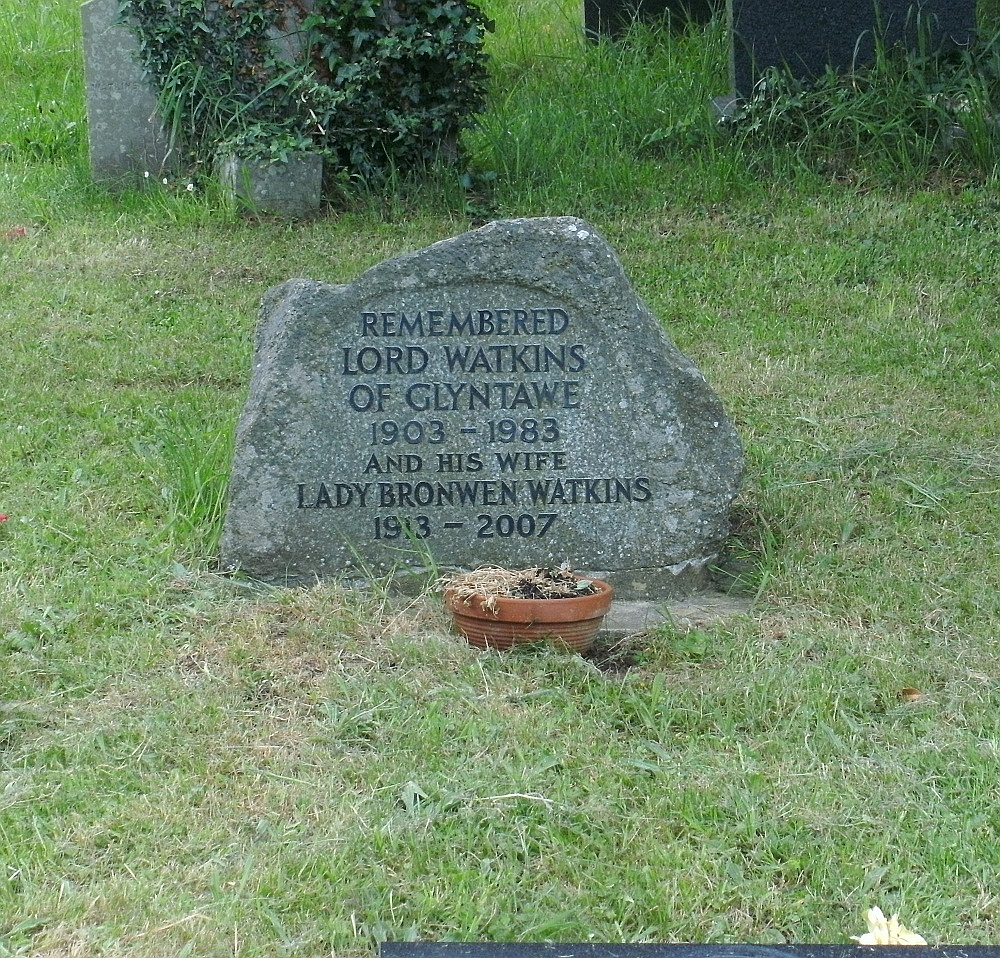
Der Grabstein von Tudor Watkins und seiner Ehefrau auf dem Friedhof der St David’s Church, Llanfaes, Brecon (2012)

Tudor Elwyn Watkins, Baron Watkins (* 9. Mai 1903 in Abercrave, Powys, Wales; † 2. November 1983 in Brecknockshire) war ein britischer Politiker der Labour Party, der der 25 Jahre lang Abgeordneter des House of Commons war und 1972 aufgrund des Life Peerages Act 1958 als Life Peer Mitglied des House of Lords wurde.

## Leben
Watkins, dessen Vater ein Baptistendiakon war, begann nach dem Schulbesuch 1917 als Vierzehnjähriger seine berufliche Laufbahn als Bergmann und arbeitete bis 1925 in einer Zeche in Wales. Anschließend war er zwischen 1925 und 1933 als hauptberuflicher Sekretär im Wahlkreisbüro der Labour Party für Brecon and Radnor tätig, ehe er von 1937 bis 1948 Generalsekretär der Vereinigung der Arbeitervereine (Association of Friendly Societies) in Brecknockshire war. Zwischenzeitlich besuchte er Abendkurse, die von der Workers’ Educational Association und dem National Council of Labour Colleges organisiert wurden, sowie Vorlesungen am Coleg Harlech in Harlech.
Seine politische Laufbahn begann Watkins in der Kommunalpolitik, als er 1940 für die Labour Party zum Mitglied (Alderman) des Rates der Grafschaft Brecknockshire gewählt wurde, und diesem bis 1974 angehörte.
Nach dem Ende des Zweiten Weltkrieges wurde Watkins bei den Unterhauswahlen vom 5. Juli 1945 als Kandidat der Labour Party im Wahlkreis Brecon and Radnor erstmals zum Abgeordneten in das House of Commons gewählt und gehörte diesem bis zu den Unterhauswahlen am 18. Juni 1970 fast 25 Jahre lang an. Bei seiner ersten Wahl 1945 konnte er sich gegen den Kandidaten der Conservative Party und bisherigen Unterhausabgeordneten aus dem Wahlkreis Camberwell North West Oscar Guest durchsetzen: Während auf ihn 19.725 Wählerstimmen (46,8 Prozent) entfielen, erhielt Guest lediglich 14.089 Stimmen (33,4 Prozent).
In den 1950er Jahren gehörte er zu den Unterstützern der Kampagne Parliament for Wales, die sich für ein eigenständiges Parlament in Wales einsetzte. Darüber hinaus gehörte er zu den Unterstützern der an der Spitze der britischen Friedensbewegung stehende Campaign for Nuclear Disarmament (CND) und stattete 1961 der Sowjetunion einen Besuch ab.
Nach dem Wahlsieg der Labour Party bei den Unterhauswahlen vom 15. Oktober 1964 wurde Davies am 20. Oktober 1964 von Premierminister Harold Wilson zum Parlamentarischen Privatsekretär (Parliamentary Private Secretary) des Ministers für Wales (Secretary of State for Wales) James Griffiths ernannt und bekleidete diese Funktion auch unter dessen Nachfolger Cledqyn Hughes bis 1967. Daneben war er zwischen 1966 und 1968 Vorsitzender des Unterhausausschusses für Landwirtschaft. Nach seinem Ausscheiden aus dem Unterhaus fungierte er von 1970 bis zur Neuorganisation des walisischen Krankenhauswesens 1974 als Vorsitzender des Border Counties (Wales) Hospital Management Committee und wurde ferner 1970 Mitglied der sogenannten Countryside Commission, einem Gremium zur Verwaltung der Nationalparks in England und Wales.
Durch ein Letters Patent vom 10. Mai 1972 wurde Watkins als Life Peer mit dem Titel Baron Watkins, of Glyntawe in the County of Brecon, in Adelsstand erhoben und gehörte damit bis zu seinem Tod dem House of Lords als Mitglied an. Seine offizielle Einführung (Introduction) als Oberhausmitglied erfolgte am 7. Juni 1972 mit Unterstützung durch Arthur Champion, Baron Champion und Thomas Jones, Baron Maelor.
Nach der Neuorganisation der Grafschaften von Wales war Baron Watkins zwischen 1974 und 1977 erster Vorsitzender des Grafschaftsrates (County Council) von Powys sowie zugleich von 1974 bis 1978 Vorsitzender des Komitees des Brecon-Beacons-Nationalparks. 1975 wurde er zudem Lord Lieutenant von Powys und behielt auch dieses Amt bis 1978.